# Socfin
Socfin, voluit Société Financière des Caoutchoucs is een groep van agro-industriële participaties. Het bedrijf met hoofdzetel in Luxemburg is eigendom van de Belgische zakenman Hubert Fabri (54%) en de Bolloré-groep (39%). Het staat geregistreerd op de LuxX Index (Socfinaf en Socfinasia). Socfin beheert anno 2019 192.000 hectare aan palmolie- en rubberplantages, en stelt een kleine 50.000 mensen tewerk.

## Geschiedenis
In 1890 ontstond de Financière des Colonies toen de Belgische ondernemer en landbouwkundige Adrien Hallet in Belgisch-Congo rubber- en oliepalmteelt ontwikkelde. In 1909 stichtte Hallet de Société Financière des Caoutchoucs. Na zijn dood in 1925 verspreidden de plantages van Socfin en Branco zich naar Afrika, Indochina en Zuidoost-Azië.
In 1973 ontstond de huidige Socfin Groep uit de fusie van Financière des Colonies met Société Financière des Caoutchoucs en beheert sindsdien in samenwerking met onderzoeksorganisaties agro-industriële projecten van plantages en fabrieken over de hele wereld.
In 1999 nam de Socfin-groep de Société des Palmeraies de la Ferme Suisse (SPFS) over in Kameroen, aangevuld met de Société Camerounaise des Palmeraies Socapalm in 2000. In 2012 volgde de overname van de PSG-plantage Plantations Socfinaf Ghana Ltd.

## Kritiek
Het bedrijf krijgt uit verschillende hoek kritiek na een vernietigend rapport van FairFin waarna Belfius, ING Groep en de Wereldbank besloten om hun samenwerking stop te zetten. De punten van kritiek zijn:
- corruptie en belastingfraude (eigenaar Fabri werd in 2018 veroordeeld)
- landroof en de slechte arbeidsvoorwaarden voor de werknemers
- niet-duurzaam beheer van de plantages, met daardoor een grote negatieve impact op de biodiversiteit
- SLAPP-aanvallen naar ngo's en mediabedrijven die berichten over hun activiteiten